# 2016年リオデジャネイロパラリンピックのタンザニア選手団
2016年リオデジャネイロパラリンピックのタンザニア選手団（2016ねんリオデジャネイロパラリンピックのタンザニアせんしゅだん）は、2016年9月7日から9月18日までブラジルのリオデジャネイロで開催された2016年リオデジャネイロパラリンピックタンザニア選手団の名簿。

## 選手団
- 人員: 選手 1人
- 開会式旗手: イグナス・ムトウェヴェ

## 種目別選手・スタッフ名簿及び成績

### 陸上競技
- イグナス・ムトウェヴェ
  - （男子砲丸投げ F54/55 車いす）5.01m 12位
  - （男子円盤投げ F54/55/56 車いす）22.91m 自己ベスト 10位